# ショウボート (1936年の映画)

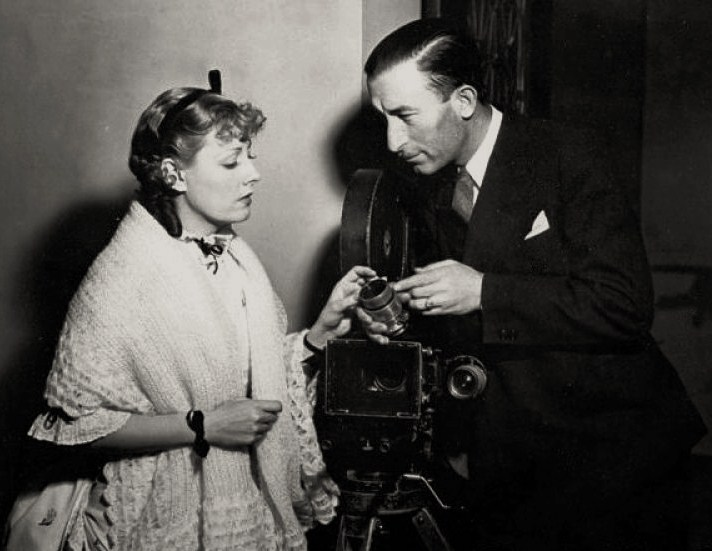
アイリーン・ダン（左）とジョン・J・メスコール

『ショウボート』（原題：英語: Show Boat）は、1936年に製作・公開されたアメリカ合衆国の映画である。

## 概要
ジェローム・カーン作曲、オスカー・ハマースタイン2世作詞のミュージカル『ショウボート』（1927年ニューヨーク初演）の映画化であり、ジェイムズ・ホエールが監督、アイリーン・ダンとアラン・ジョーンズが主演した。ニューヨーク初演当時のオリジナルキャストであったチャールズ・ウィニンジャー、ポール・ロブスン、ヘレン・モーガンも出演している。
『ショウボート』は1929年に一度ユニバーサル映画によってミュージカル映画ではない普通の映画として映画化され大ヒットしているが、社主カール・レムリはこの映画の出来に不満であった。1935年、当時ユニバーサル映画の社長で、カール・レムリの息子であるカール・レムリ・Jrは、ミュージカルのオリジナルキャストを起用しさらに贅沢にリメイクすることを計画したが、制作費の思わぬ超過によってユニバーサル映画の資金繰りは行き詰まり、レムリ家は銀行などの手によってユニバーサル映画から追放されることになった。
ユニバーサル映画の危機の元になった『ショウボート』は、公開されて以降は興行面でも批評面でも大成功し、現在ではミュージカル映画史上の金字塔となっている。

## キャスト
- マグノリア：アイリーン・ダン
- ゲイロード：アラン・ジョーンズ
- アンディ・ホークス（マグノリアの父）：チャールズ・ウィニンジャー
- ジョー：ポール・ロブスン
- ジュリー：ヘレン・モーガン

## スタッフ
- 監督：ジェームズ・ホエール
- 製作：カール・レムリ・ジュニア
- 脚本：オスカー・ハマースタイン2世
- 撮影：ジョン・J・メスコール
- 編集：バーナード・W・バートン、テッド・J・ケント
- 美術：チャールズ・D・ホール
- アイリーン・ダンの衣裳：ヴェラ・ウェスト
- 衣裳：ドリス・ジンケイセン

## 映画賞ノミネーション
- ヴェネツィア国際映画祭ムッソリーニ杯（外国映画大賞）